# Phaius columnaris
Phaius columnaris är en orkidéart som beskrevs av Chen Zhen Zi Tang och S.J.Cheng. Phaius columnaris ingår i släktet Phaius och familjen orkidéer. Inga underarter finns listade i Catalogue of Life.